# Rheumaptera bluff
Rheumaptera bluff är en fjärilsart som beskrevs av Felix Bryk 1921. Rheumaptera bluff ingår i släktet Rheumaptera och familjen mätare. Inga underarter finns listade.